# كارلوس غولن
كارلوس غولن (بالإسبانية: Carlos Guillén)‏ هو لاعب كرة قاعدة فنزويلي، ولد في 30 سبتمبر 1975 في ماراكاي في فنزويلا.

## وصلات خارجية
- كارلوس غولن على موقع دوري كرة القاعدة الرئيسي (الإنجليزية)
- كارلوس غولن على موقعبيزبول رفرنس.كوم (الدوري الرئيسي) (الإنجليزية)
- كارلوس غولن على موقعبيزبول رفرنس.كوم (الدوري الثانوي) (الإنجليزية)
- كارلوس غولن على موقع إي إس بي إن.كوم (أم.أل.بي) (الإنجليزية)
- كارلوس غولن على موقع مشجعي الرسوم البيانية (الإنجليزية)